# 王书田
王书田（1953年—2013年4月19日），江苏沛县人，中华人民共和国政治人物。
早年担任临潼县公安局民警，后升任临潼县公安局政委、纪委书记。1997年，担任西安市临潼区公安局政委、党委副书记、纪委书记。1998年，升任西安市临潼区人民检察院副检察长、反贪局局长。